# Revolution, Revolución
Revolution, Revolución is het eerste officiële album van de Zuid-Amerikaanse nu-metalband Ill Niño. Dit is het enige officiële album waar Marc Rizzo en Roger Vasquez op staan. Voor de opnames van Confession (2003) verlieten zij de band. Marc Rizzo speelde daarentegen nog wel enkele partijen in voor dat album.

## Tracklist
1. God Save Us
2. If You Still Hate Me
3. Unreal
4. Nothing's Clear
5. What Comes Around
6. Liar
7. Rumba
8. Predisposed
9. I Am Loco
10. No Murder
11. Rip Out Your Eyes
12. Revolution/Revolución
13. With You

### Bonustracks (Digipack)
14.   Fallen

   15.   God Save Us (Live)

   16.   Eye For An Eye (Live)

   17.   What Comes Around (Spanish Version)

   18.   Unreal (Spanish Version)

### Singles
- God Save Us
- What Comes Around
- Unreal